# Église Saint-Pierre de Cruzille
L'église Saint-Pierre est une église en partie romane située sur le territoire de la commune de Cruzille, dans le département français de Saône-et-Loire en région Bourgogne-Franche-Comté. Elle relève de la paroisse Notre-Dame-des-Coteaux-en-Mâconnais (qui a son siège à Lugny).

## Historique

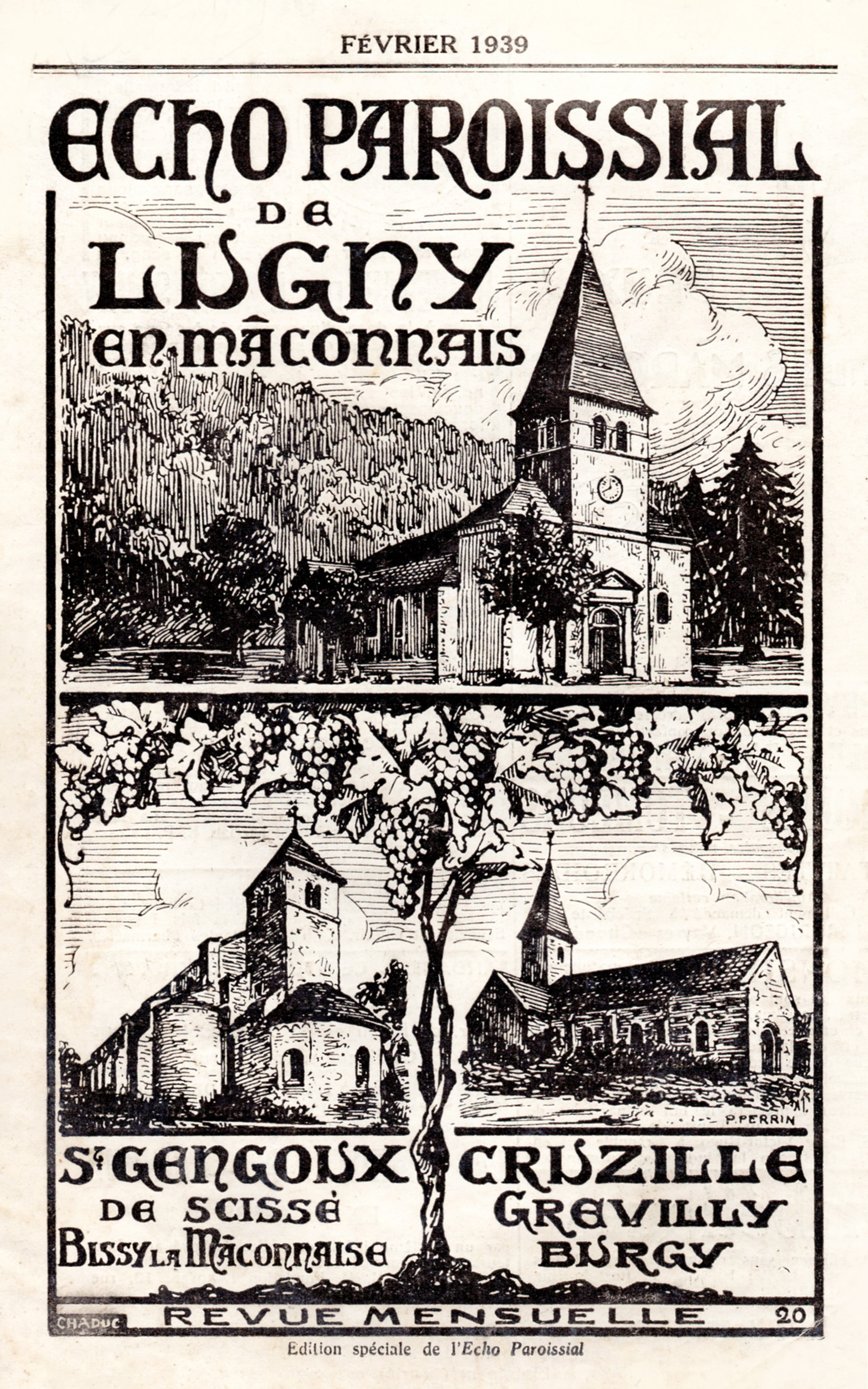

Datant du début du XIIe siècle, cette église placée sous le vocable de saint Pierre est romane dans l'ensemble (malgré de très nombreux remaniements, qui empêchent de distinguer aisément les éléments d'architecture d'origine).
Les chanoines du chapitre cathédral Saint-Vincent de Mâcon sont alors les collateurs de la cure.
De cette époque paraît dater le premier étage du clocher, ainsi que la travée en berceau plein cintre qui le soutient et les dernières travées de la nef. L'abside, quant à elle, a été reconstruite à l'époque moderne (elle sera encore remaniée au XIXe siècle).
Au milieu du XIXe siècle, la municipalité décida de réparer la nef et de l'agrandir d'une travée à l'ouest, conformément à un projet établi par l'architecte Vaillant (approuvé par le préfet le 5 novembre 1850). C'est dans le prolongement de ces travaux que le clocher carré – qui s’élève sur un soubassement ajouré sur chaque face de deux baies en plein cintre (comprises dans des encadrements de lésènes) – fut rehaussé d'un étage et qu'on le coiffa d'une flèche moderne.
À la fin du XIXe siècle, la cure adjacente fut le lieu d'un événement tragique : un assassinat. En effet, en 1890, l’abbé Louis Virot, curé de Cruzille, y tua sa domestique d’un coup de pistolet. Le prêtre, arrêté par la gendarmerie, sera finalement « séquestré à l’asile de Bourg-en-Bresse comme aliéné » (arrêté préfectoral du 26 février 1890).
Un peu avant la Première Guerre mondiale, Cruzille (dont dépendait Grevilly, commune réunie à Cruzille en 1806 pour le spirituel) cessa de disposer d'un curé (cure vacante à partir de 1908) et pendant la guerre la paroisse fut définitivement rattachée à celle de Lugny pour le culte (l'abbé Léon Ravennet étant curé-archiprêtre de Lugny).
Au printemps-été 1990, l'église bénéficie d'importants travaux de reprise extérieurs, nécessitant l'installation d'un imposant échafaudage ceinturant le clocher. 
En 2020, ainsi que 126 autres lieux répartis sur le territoire du Pôle d'équilibre territorial et rural (PETR) Mâconnais Sud Bourgogne, l'église a intégré les « Chemins du roman en Mâconnais Sud Bourgogne » et bénéficié de la pose d'une signalétique spécifique.

## Description
L'église est composée d'une nef unique, d'une travée sous clocher et d'une abside en hémicycle (XVIIe siècle ?). 
Au nord-est, la chapelle des seigneurs (XVe siècle), est placée sous le vocable de saint Georges. Parmi les pierres tombales figurent celle de Jacques-Philippe-Eugène de la Baume-Montrevel, seigneur de Mercé, comte de Cruzille, Noble, Brancion et autres lieux, mort à Cruzille en 1731. 

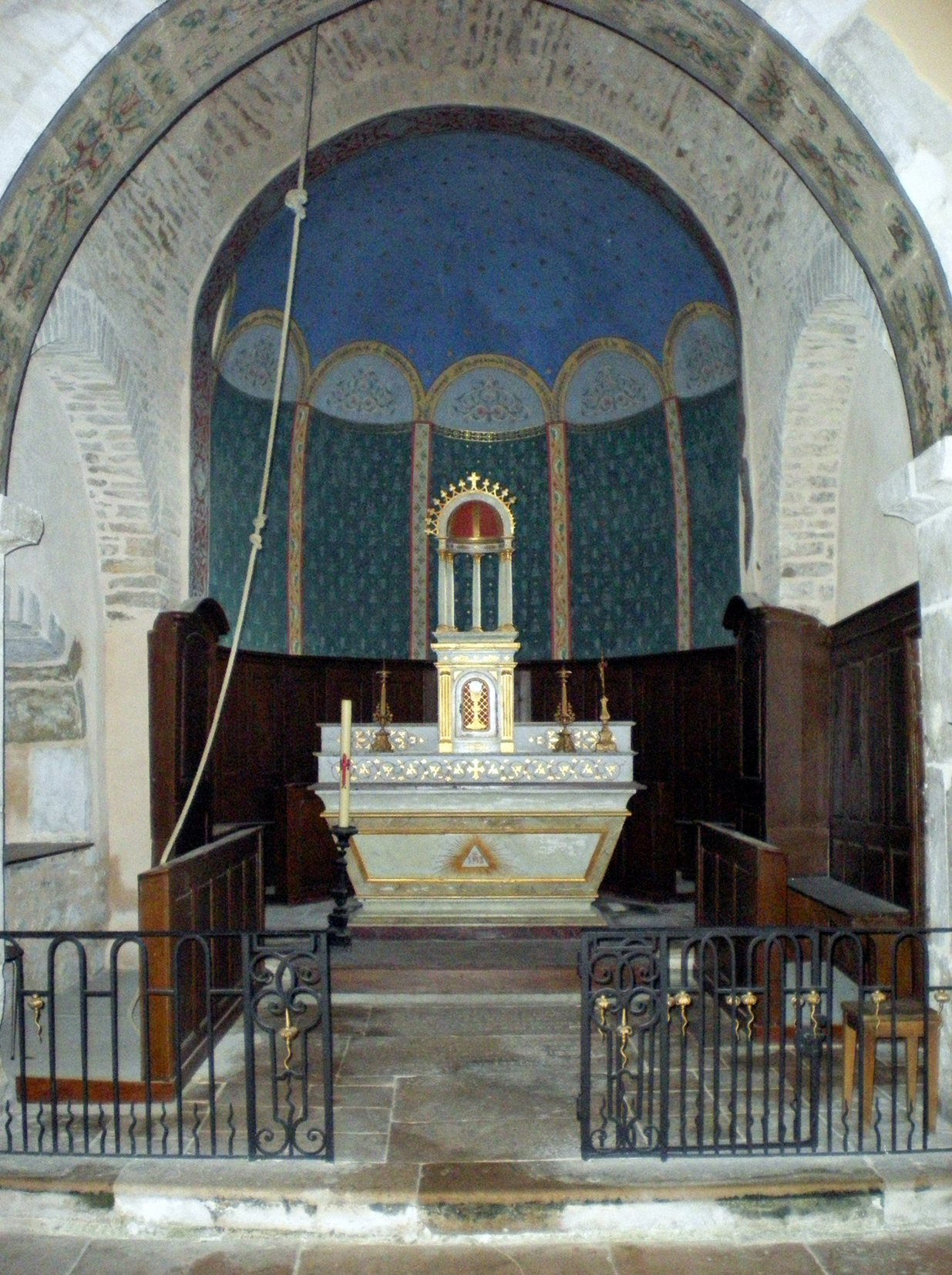
Le chœur de l'église Saint-Pierre.

Son clocher abrite une cloche unique, fondue en 1925. À l'intérieur de la nef, chemin de croix restauré en 2005. Aux abords de l'église, remarquer le beau portail classique (1701) ouvrant sur la cour du presbytère dont ne subsistent que quelques bâtiments.

## Culte
Édifice consacré du diocèse d'Autun relevant de la paroisse Notre-Dame-des-Coteaux-en-Mâconnais (siège à Lugny) – qui en est affectataire au titre de la loi de 1905 –, l'église de Cruzille est, plusieurs siècles après sa construction, un lieu de culte catholique.